# 肴町商店街

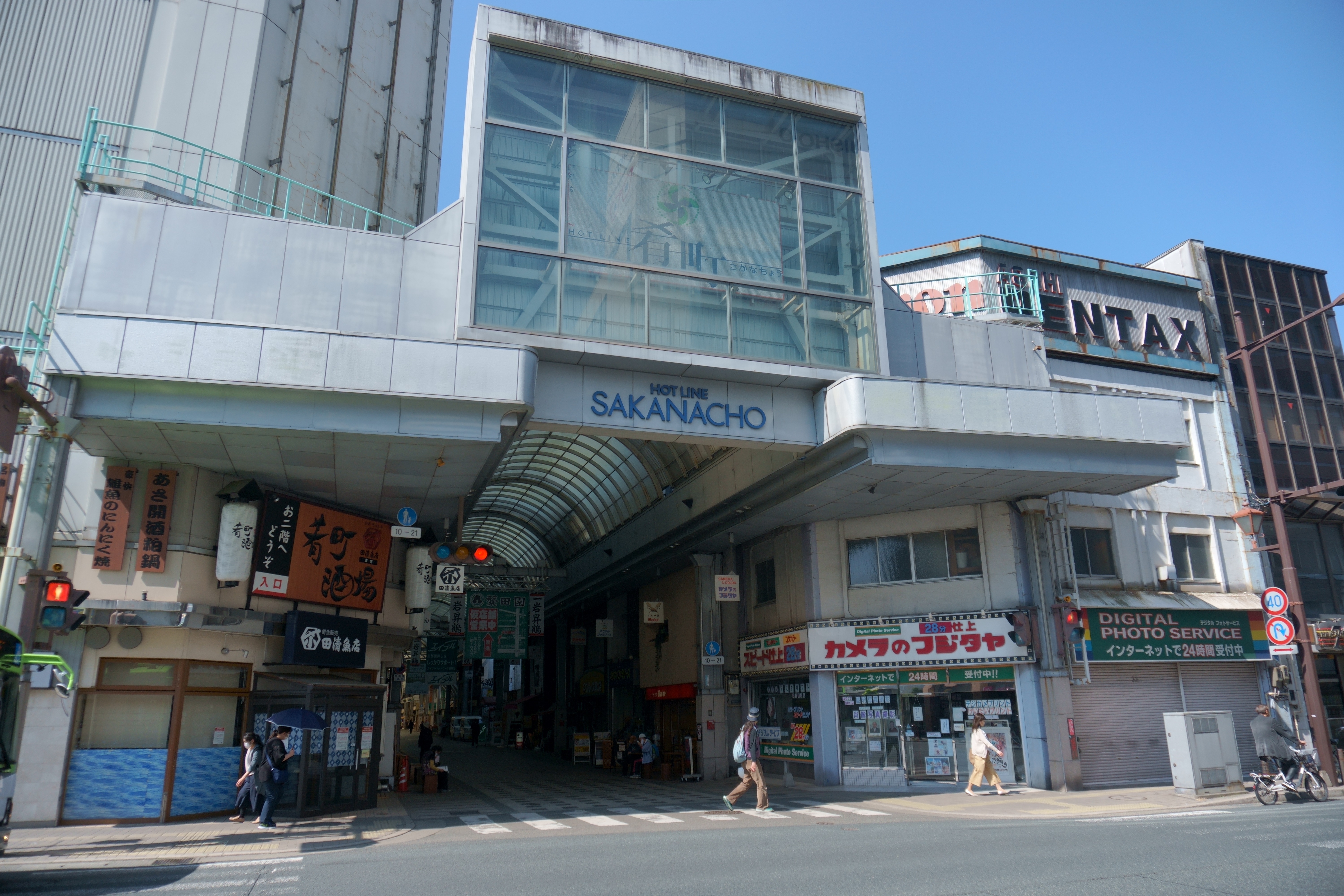
肴町商店街アーケード

肴町商店街（さかなちょうしょうてんがい）は、岩手県盛岡市にある商店街である。

## 概要
盛岡市の中心部、中ノ橋通1丁目と肴町にまたがって位置し、大通商店街とともに盛岡市を代表する商店街である。長さ365mの全天候型アーケード（通称・ホットライン肴町）を中心に、約80店舗が営業している。
2006年（平成18年）5月に「がんばる商店街77選」に選ばれた。

## 歴史
江戸時代から続く商店街で、盛岡市内で最も歴史ある商店街の一つである。

## 店舗
組合店の一覧は盛岡市肴町商店街振興組合公式ホームページの組合店のご紹介を参考のこと。
商店街の核店舗であったNanakは令和元年（2019年）6月2日に閉店した。
Nanakは2011年（平成23年）までは中三盛岡店、1980年（昭和55年）までは川徳であった。

## ホットライン肴町
肴町商店街の中心部分である。この部分のアーケードは1983年 (昭和58年)に、岩手県で二番目の全天候型アーケードとして整備され、その後2001年 (平成13年)にリニューアルされた。
2016年（平成28年）2月現在では、岩手県内で唯一の全天候型アーケードを持つ商店街であり、またそのアーケードの長さは北東北の中で最も長い。

## アクセス
盛岡市内のバス輸送の拠点である盛岡バスセンターが最寄りにあるため、市内各地からのアクセスは比較的良いといえる。